# Mario's Time Machine
Mario's Time Machine és un videojoc educatiu que originàriament va sortir per a MS-DOS i més tard per a les consoles NES i SNES. The Software Toolworks, creadors de Mario is Missing!, van desenvolupar i publicar les versions de MS-DOS i SNES el 1993, mentre que la versió de NES –amb diferències notables en la jugabilitat, amb més elements propis d'un videojoc de plataformes–, va ser desenvolupada per Radical Entertainment i publicada per The software Toolworks el 1994. La versió per a ordinadors va tornar a sortir el 1994 en format CD-ROM el 1996 amb el nom Mario's Time Machine Deluxe, que va afegir actuació de veu.
El joc estava pensat per ensenyar història universal. En totes les versions, la història és la mateixa: en Bowser ha robat diversos artefactes arqueològics, i el jugador, en la pell d'en Mario, els ha de retornar a les etapes de la història que correspongui fent servir una màquina del temps.
Segons un dels programadors, el seu desenvolupament anava endarrerit i va durar unes setmanes. Un dels artistes va dir que Nintendo no s'hi va involucrar més enllà de com eren representats els seus personatges. Les crítiques de la premsa van ser generalment mediocres, criticant la manca de jugabilitat i la complexitat dels seus controls com a massa confusos per a l'audiència a la qual va dirigida, però apreciant els seus elements educatius. La revista Nintendo Power va donar-li un 2,65 sobre cinc, i l'Electronic Gaming Monthly va donar-li un 6,75 sobre 10.